# Marshall (navn)
 For alternative betydninger, se Marshall. (Se også artikler, som begynder med Marshall)
Marshall eller Marshal kommer betydningsmæssigt af middelnedertysk marschalk, staldmester, rytterianfører, fra ældre germansk marha, hest, og skalk, tjener; altså oprindelig en stalddreng. Betegnelsen kendes fra 700-talet i Lex Alamannorum.
Marshall og marshal er engelsk og oversættes til marskal.

## Efternavne
- Alfred Marshall (1842–1924), engelsk økonom.
- Barry Marshall (født 1951), australsk fysiker og Nobelprismodtager.
- Brandon Marshall (født 1984), amerikansk fodboldspiller.
- Garry Marshall (1934–2016), amerikansk skuespiller/instruktør/skribent/producer.
- George C. Marshall (1880–1959), U.S. general, Secretary of State and Nobel Laureate, kendt for Marshallplanen.
- Humphry Marshall (1722–1801), amerikansk botanist.
- John Marshall (1755–1835), 4th Chief Justice of the United States
- Lyndsey Marshal (født 1978), britisk skuespiller.

## Fornavne
- Marshall McLuhan (1911–1980), canadisk uddanner, forfatter og media scholar.